# Tamaulipeca clypeator
Tamaulipeca clypeator là một loài tò vò trong họ Ichneumonidae.